# Taxi Blues
Taxi Blues (în rusă Такси-блюз, transliterat: Taksi-bliuz) este un film regizat de Pavel Lunghin în 1990, care a primit premiul pentru regie la Festivalul de la Cannes în același an.

## Rezumat
Shlykov este un șofer de taxi în Moscova foarte atașat de munca fizică și cu capul pe umeri, iar Lyosha este un saxofonist cu frica lui Dumnezeu ce trăiește mai degrabă într-o lume spirituală.
Într-o zi,  Lyosha urcă în taxiul lui Shlykov însoțit de câteva tinere pentru a petrece în oraș. După câteva ore de mers cu taxiul,  Lyosha coboară din automobil cu pretextul de a căuta bani cu care să plătească cursa, însă nu se întoarce, iar  Shlykov îl așteaptă în van până dimineața.
Enervat, șoferul taximetrului se hotărăște să îl caute pe chefliu pentru a-și recupera banii. Îl găsește în cele din urmă pe  Lyosha, dar află că acetsa nu-i poate plăti. Shlykov îi confiscă saxofonul lui  Lyosha și îl obligă pe acesta să muncească pentru el atât cu scopul de a-și recupera banii, cât și pentru a-l 'educa' pe petrecăreț.
Deși cei doi au firi diferite, între ei se înfiripă o relație de prietenie.

## Distribuție
- Pyotr Mamonov - Lyosha
- Pyotr Zaychenko- Shlykov
- Vladimir Kashpur - Bătrânul Nechiporenko
- Natalya Kolyakanova - Christina
- Hal Singer - Propriul rol
- Yelena Safonova - Nina, soția lui  Lyosha
- Sergei Gazarov - Administrator